# Луцк
Луцк (укр. Луцьк, рус. Луцк, пољ. Łuck) град је у западној Украјини и административни је центар Волињске области. Налази се на обали реке Стир. Према процени из 2012. у граду је живело 213.063 становника.

## Историја
Луцк је један од најстаријих градова у Украјини. Назив места се први пут јавља 1085. године у Ипатијевској хроници, када се град нашао унутар значајне борбе између наследника Јарослава Мудрог. Међутим, археолошка истраживања су поставила основ по коме се може веровати да је насеље основано око хиљадите године нове ере.
У време Кијевске Русије, Луцк је био престоница локалног (принчевог) поседа који је био део Волињске регије а касније Галичко-Волињске земље.
У 12. веку Луцк је имао дрвену тврђаву као вид заштите. Та заштита је била веома корисна, јер је становницима била дата могућност да издрже шестонедељну опсаду у пролеће 1150. године коју је покушао да изведе пук Јурија Долхорукија, оснивача Москве. Током ове опсаде, његов син, млади принц Андриј, умало није изгубио живот током борби.
Становници Луцка су били сведоци Татарско-Монголске инвазије. У документима се наводи да је 1259. године град издржао опсаду од стране кана Куремсе. У 1267. години кнез Василко је на захтев кановог команданта Бурондаја уништио утврђења.
Улога Луцка као престонице Волињске земље је уско повезана са владавином Димитрија Љубартског у другој половини 14. века. Он је заслужан за промену спољашњег изгледа тврђаве, па тврђава више није била дрвена, већ је била изграђена од цигли.
Љубарт је био ожењен са локалном принцезом и постао је прави заштитник Волињске регије.
При крају 16. века, замак у Луцку је изгубио свој значај као одбрамбено упориште али је град остао светска и духовна престоница земље. Такође, због великог броја сакралних објеката савременици град често карактеришу као "Волињски Рим".
Након стварања Лублинске уније 1569. године, Волињски регион се интегрисао у Краљевину Пољску. Том приликом, Луцк је постао главни град новоформираног војводства. Град је све више добијао Пољски карактер и губио је значај у погледу Украјинског културног и религиозног живота.
1795. године , након треће поделе Пољске, читава област и главни град су припојени територији Руске империје. Главни град постаје Житомир, док је Луцк остао центар повјата.
19. век није донео значајан напредак граду у погледу економског и друштвеног живота. Изузетак јесу 90-е године 19. века када је након изградње југоисточног железничког коридора почео привредни успон. 1895. године, Луцк је имао 15125 становника.
Током првог светског рата град је постао поприште жестоких борби. У лето 1915. године Брусиловски пробој догодио се у предграђу Луцка и тиме је ушао у историју Првог светског рата.
Након Фебруарске револуције 1917. године , плаво-жута застава се први пут појавила видно истакнута изнад града. У априлу исте године се појавило прво украјинско друштвено-политичко друштво "Украјинска заједница". Међтуим, две године касније, Луцк је заузела пољска војска. У марту 1921. године град постаје престоница новог Волињског војводства.
У јесен 1939. град постаје део Совјетског Савеза и постаје центар Волињске области која се састојала од бившег Волињског војводства.
У јуну 1941. године Луцк је био захваћен Другим светским ратом. Град је био окупиран од стране немачких трупа.
У послератном периоду град је постепено обнављан. Највећи и најзначајнији развој приписује се 60-им и 70-им годинама прошлог века.
Након проглашења независности Украјине, град је задржао изузетну важност у погледу политичког, економског, културног и верског живота. Положај града (у близини границе са Пољском) град чини важним центром међународног транзита и трговине.
Током инвазије Русије на Украјину која је почела 2022. године , град је постао један од важних центара за транспорт и дистрибуцију међународне помоћи.

## Саобраћај
Градска инфраструктура је слична осталим градовима у Украјини. Највише је развијена за време Совјетског Савеза.
Градски превоз чине аутобуси и тролејбуси. Од 59 тролејбуса, њих 49 је у свакодневној употреби.

## Становништво
Према процени, у граду је 2012. живело 213.063 становника.
| 1979.   | 1989.   | 2001.   | 2012.   |
| ------- | ------- | ------- | ------- |
| 137.344 | 197.724 | 208.816 | 213.063 |

## Партнерски градови
- Лублин
- Брест
- Торуњ
- Жешов
- Олштин
- Замошћ
- Бјалисток
- Гори
- Тракај
- Кијов
- Сјангтан
- Хелм